# София Саксен-Веймар-Эйзенахская (1911—1988)
Со́фия Саксен-Веймар-Эйзенахская (нем. Sophia von Sachsen-Weimar-Eisenach, полное имя Со́фия Луиза Адельгейда Мария Ольга Карола Саксен-Веймар-Эйзенахская (нем. Sophia Luise Adelheid Marie Olga Carola von Sachsen-Weimar-Eisenach; 20 марта 1911, Веймар, Герцогство Саксен-Веймар-Эйзенах — 21 ноября 1988, Гамбург, ФРГ) — принцесса из дома Веттинов, дочь Вильгельма Эрнста, герцога Саксен-Веймар-Эйзенаха. Жена князя Фридриха Гюнтера; в замужестве — принцесса Шварцбургская.

## Происхождение
Принцесса София родилась в Веймаре 20 марта 1911 года. Она была дочерью Вильгельма Эрнста, великого герцогов Саксен-Веймар-Эйзенаха от Феодоры Саксен-Мейнингенской, дочери Фридриха, герцога Саксен-Мейнингена.

## Дипломатический скандал
В 1937 году София была приглашена двором в Нидерландах на свадьбу крон-принцессы Юлианы и принца Бернхарда Липпе-Бистерфельдского; жених и невеста приходились Софии кузенами. Королева Нидерландов Вильгельмина решила, что свадьба её единственной дочери и наследницы пройдёт в тесном кругу, и на мероприятие не были приглашены иностранные родственники, с которыми она не была знакома лично. По этой причине подружками невесты были или родственницы, или друзья королевской семьи. Среди них, кроме Софии, были герцогиня Тира Мекленбург-Шверинская, великая княгиня Кира Кирилловна, герцогиня Войцлава Мекленбургская, принцесса Зиглинда Липпская и принцесса Елизавета Липпская.
Во время подготовки к свадьбе, София оказалась втянутой в дипломатический скандал. Нацистское правительство, возмущенное тем, что флаг Третьего рейха не будет поднят на свадебных торжествах, отказалось выдать паспорта принцессам Софии, Зиглинде и Елизавете, и заявило, что выступает против предполагавшихся антинацистских выступлений в Нидерландах. Нацисты были особенно возмущены тем фактом, что жених крон-принцессы, немецкий принц не желал выступать в защиту нацистского режима. Правительство Нидерландов ответило, что, поскольку свадьба является частным семейным делом, использование флага Третьего рейха было бы неуместно; вместо этого было решено вывесить национальный флаг Нидерландов и флаг княжеского дома Липпе. Нацисты также выразили неудовольствие по поводу неисполнения на свадьбе гимна Третьего рейха. На это правительство Нидерландов ответило, что не видит необходимости играть на свадьбе крон-принцессы гимн чужой страны, поскольку её жених уже был подданным Нидерландов и, следовательно, больше не имел гражданства Третьего рейха. В Берлин была отправлена нота протеста, в которой говорилось, что утаивание необходимых документов является «оскорблением королевы». Хотя нидерландский посланник в Берлине извинился за один из инцидентов, связанных с нацистским флагом (когда он был изъят из немецкой школы в Гааге), нацистское правительство сочло его заявление «недостаточным». Паспорта не были выданы, пока жених крон-принцессы не отправил личное письмо канцлеру Адольфу Гитлеру.
Несмотря на то, что паспорта были выданы, София, по неизвестным причинам отозвала свое согласие и заявила, что не сможет присутствовать на свадьбе. В качестве подружки невесты Софию заменила одна из фрейлин крон-принцессы Юлианы.

## Брак
7 марта 1938 года в Гайнригау София Саксен-Веймар-Эйзенахская вышла замуж за Фридриха Гюнтера Шварцбург-Рудольштадтского, главу Шварцбургского дома. Брак оказался недолгим, и менее чем через год, 1 ноября 1938 года, супруги развелись. Оба после не вступали в повторные браки и не имели детей. София умерла 21 ноября 1988 года в Гамбурге.